# Tomasz Kowalski
Tomasz Kowalski (Opole, 8 de febrero de 1988) es un deportista polaco que compitió en judo. Ganó dos medallas de plata en el Campeonato Europeo de Judo, en los años 2009 y 2012.

## Palmarés internacional
| Campeonato Europeo | Campeonato Europeo  | Campeonato Europeo | Campeonato Europeo |
| Año                | Lugar               | Medalla            | Categoría          |
| ------------------ | ------------------- | ------------------ | ------------------ |
| 2009               | Tiflis (Georgia)    | Medalla de plata   | –66 kg             |
| 2012               | Cheliábinsk (Rusia) | Medalla de plata   | –66 kg             |